# Lassad Nouioui
Lassad Nouioui (sinh ngày 8 tháng 3 năm 1986) là một cầu thủ bóng đá người Tunisia.

## Đội tuyển bóng đá quốc gia Tunisia
Lassad Nouioui thi đấu cho đội tuyển bóng đá quốc gia Tunisia từ năm 2009.

## Thống kê sự nghiệp
| Đội tuyển bóng đá Tunisia | Đội tuyển bóng đá Tunisia | Đội tuyển bóng đá Tunisia |
| Năm                       | Trận                      | Bàn                       |
| ------------------------- | ------------------------- | ------------------------- |
| 2009                      | 2                         | 0                         |
| Tổng cộng                 | 2                         | 0                         |